# Tarta

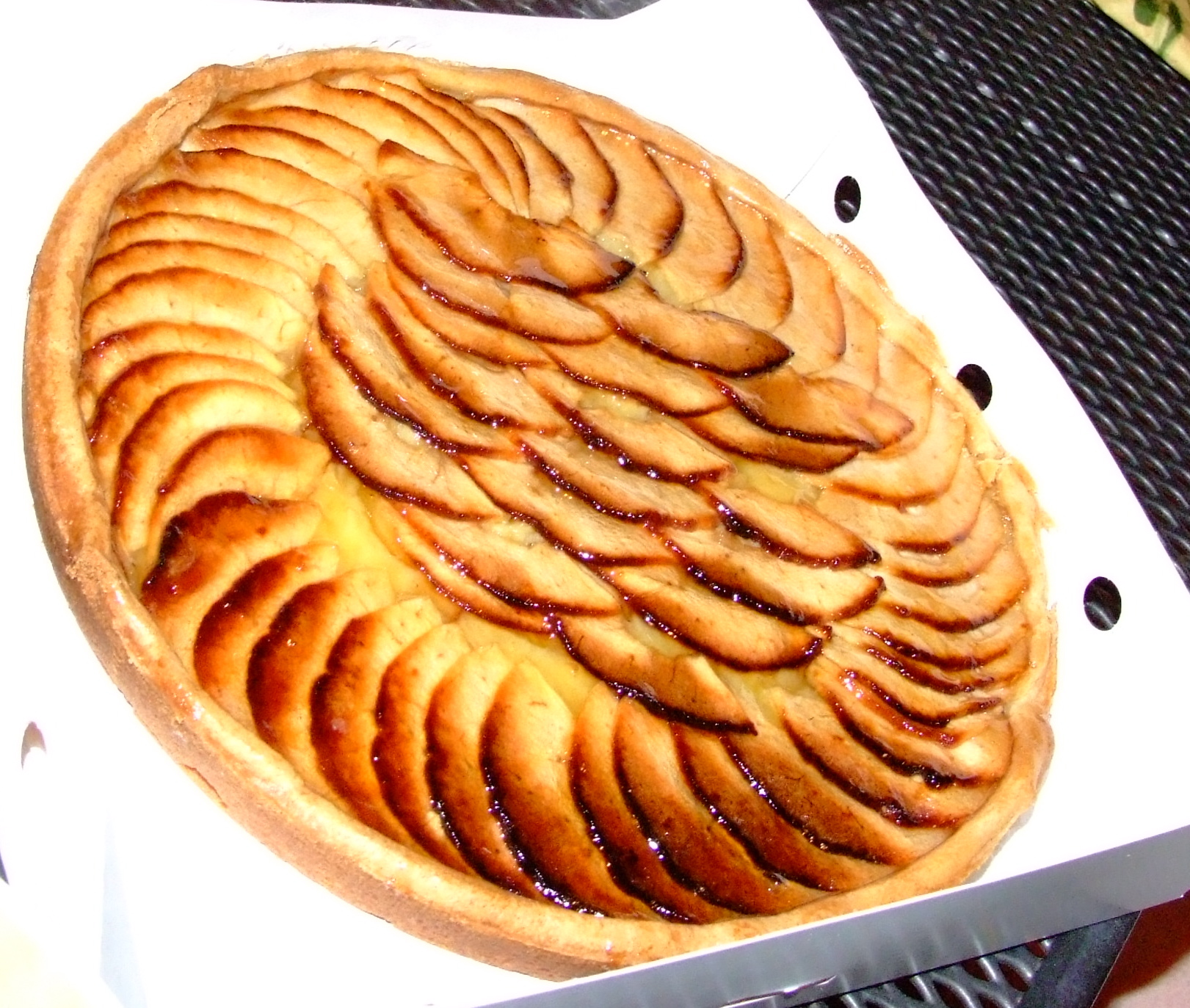
Tarta z jabłkami

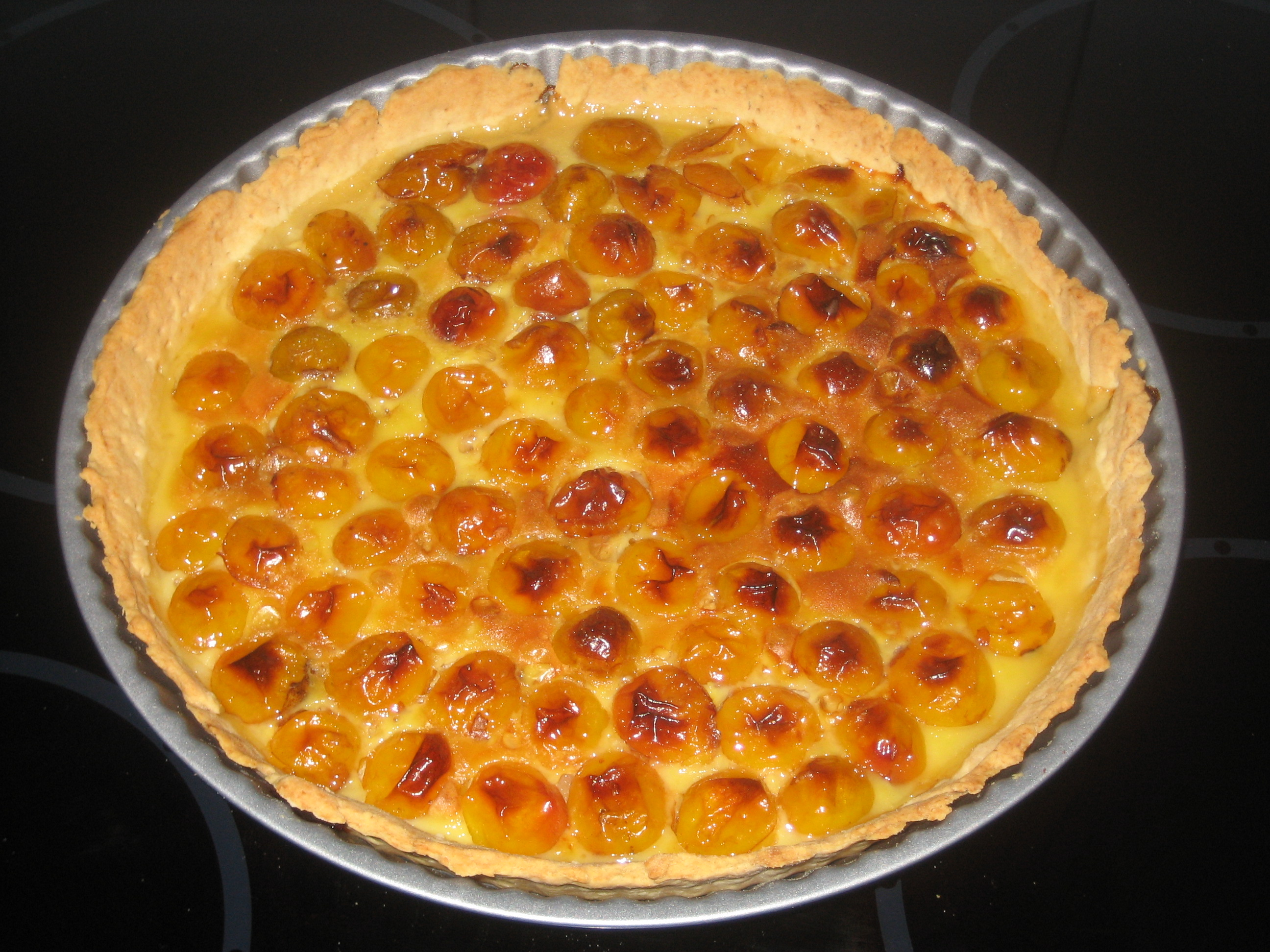
Tarta z mirabelkami

Tarta (fr. tarte) – rodzaj wypieku, składającego się z ciasta kruchego, drożdżowego lub francuskiego oraz nadzienia, które może być zarówno słodkie (np. z owocami, kremami), jak i wytrawne (np. z warzywami, grzybami, twarogiem). Tarta jest jedną z najpopularniejszych potraw kuchni francuskiej, lecz obecne jest także w kuchni amerykańskiej w formie m.in. apple pie.
Kruchym ciastem wylepia się dno i brzegi specjalnej formy do pieczenia tart – okrągłej i niskiej, o fałdowanych brzegach. Istnieją trzy metody pieczenia:
- surowego ciasta równocześnie z wyłożonym na nie nadzieniem;
- najpierw samego ciasta, a potem napełnienie upieczonego nadzieniem;
- najpierw samego ciasta (często z wyłożoną suchą fasolą, która zapobiega rośnięciu ciasta), a dodanie nadzienia dopiero pod koniec pieczenia.

Odmianą tarty jest quiche, różniące się tym, że podawane jest wyłącznie z nadzieniem wytrawnym, zalanym masą jajeczną. 
Popularne we Francji to: Tarta Tatin, Bourdaloue, Tropézienne, tarta cytrynowa, rabarbarowa, z truskawkami i warzywna.